# 埼玉県理容美容専門学校
埼玉県理容美容専門学校（さいたまけんりようびようせんもんがっこう）は、埼玉県さいたま市浦和区にある専修学校。厚生労働大臣認可の理容師美容師養成施設であり、かつ文部科学省より職業実践専門課程の認可指定を有する。

## 概要
2022年（令和4年）4月に浦和区北浦和5-4-24の校舎から、浦和区常盤5-9-1の浦和新校舎に移転。

## 沿革
- 1953年（昭和28年）7月1日 - 浦和市北浦和県庁内仮校舎にて開校する｡
- 1981年 (昭和56年) 3月31日- 埼玉県知事より専修学校として認可を受ける。
- 1998年 (平成10年) 4月1日 - 厚生大臣より新制度に基づく理容師美容師養成施設として指定を受ける。
- 2000年(平成12年)2月8日 - 文部科学大臣より「専門士」の称号付与の認定を受ける。
- 2016年(平成28年)2月19日 - 文部科学大臣より「職業実践専門課程」の認定を受ける。
- 2022年（令和4年）4月 - 浦和区常盤5-9-1の新校舎に移転。

## アクセス
- 京浜東北線浦和駅西口徒歩12分

## 所在地
- 埼玉県さいたま市浦和区常盤5-9-1